# Kobrînova Hreblea, Talne
Kobrînova Hreblea (în ucraineană Кобринова Гребля) este localitatea de reședință a comunei Kobrînova Hreblea din raionul Talne, regiunea Cerkasî, Ucraina.

## Demografie
Componența lingvistică a localității Kobrînova Hreblea
     Ucraineană (99,06%)
     Alte limbi (0,94%)
Conform recensământului din 2001, majoritatea populației localității Kobrînova Hreblea era vorbitoare de ucraineană (99,06%), existând în minoritate și vorbitori de alte limbi.